# Dalila (rata)
Dalila fue una rata que el sábado 30 de agosto de 1969 fue lanzada en un vuelo suborbital desde el Centro de Experimentación y Lanzamiento de Proyectiles Autopropulsados, ubicado en el departamento Chamical, en la provincia argentina de La Rioja, en el marco del Proyecto BIO de la Comisión Nacional de Investigaciones Espaciales.
Su vuelo sucedió al del ratón Belisario y precedió al del mono Juan.

## Antecedentes, contexto y preparativos
En 1969 Argentina estaba desarrollando desde hacía varios años una política espacial que avanzaba de forma lenta pero firme. En abril de 1967 había logrado un lanzamiento propulsado de baja altura (2300 metros) teniendo como pasajero al ratón Belisario y buscaba seguir perfeccionando sus cohetes con el objetivo de desarrollar una forma directa y autónoma para poner satélites en órbita. A largo plazo también se consideraba realizar vuelos con humanos. Para profundizar en esa dirección y como paso anterior a enviar un mono al espacio, se decidió enviar en un cohete a la rata Dalila, monitorear sus signos vitales durante el vuelo y traerla de nuevo con vida. El paso siguiente del plan era enviar un mono, lo que se consiguió poco después con Juan.
Para evitar que Dalila se comiera el termistor, elemento que llevaba en su nariz y era encargado de medir sus reacciones, se le aplicó una dosis de anestesia desarrollada por el cuerpo biológico del IIAE, compuesta por diazepan y pentobarbital.

## El vuelo
El vuelo de Dalila estaba planificado para el mediodía, pero se demoró por un desperfecto en el trasmisor telemétrico que debía informar acerca del desarrollo del vuelo y el comportamiento del animal. Tras superar el escollo técnico, la cuenta regresiva llegó a cero a las 14:30 horas de Argentina.
Poco antes el Apolo 11 había llegado a la Luna. Para ese entonces solo la URSS, Estados Unidos y Francia habían logrado enviar seres vivos al espacio.
El vuelo del cohete Orion II, con Dalila a bordo y una velocidad de 2850 kilómetros por hora alcanzó los 20 kilómetros de altura en dirección a Salinas Grandes antes de que la cápsula que trasladaba al animal se desprendiera y comenzara el descenso. Fue un hito en el plan espacial argentino y, segpun los técnicos, el vuelo fue perfecto.
El sistema barométrico automático con el que contaba el cohete liberó inmediatamente los tres paracaídas que desaceleraron la velocidad de caída de la cápsula. Tras 18 minutos de encendido el motor del Orion II el vuelo había finalizado.
Un avión Ranquel de rastreo indicó la posición de descenso de la carga útil. Luego, un helicóptero a reacción de la VII Brigada Aérea aseguró y transportó la cápsula hasta la base de lanzamiento. Dalila sobrevivió al vuelo. El doctor Hugo A. Crespin, médico del proyecto Bio II, explicó a la prensa que de su vida o muerte depende el éxito total de esta prueba y que el vuelo se había realizado para la observación del comportamiento del roedor ante las condiciones sufridas, como su frecuencia y amplitud respiratoria, ritmo y excitabilidad cardíaca, consumo de oxígeno y cantidad de anhídrido carbónico y vapor de agua exhalados. Los datos serían comparados con los parámetros fisiológicos habituales y previos para conocer las variaciones provocadas por el vuelo.